# Au revoir (canción de Malice Mizer)
«au revoir» —en español: «adiós»— Es el cuarto sencillo de la banda japonesa Malice Mizer lanzado el 3 de diciembre de 1997. La primera edición trae tarjetas con fotos de cada uno de los miembros.
Alcanzó el número 10 en el ranking del Oricon Style Singles Weekly Chart y se mantuvo durante once semanas en la lista.

## Lista de canciones
| (8cmCD) |                            |        |        |          |  |
| N.º     | Título                     | Letras | Música | Duración |  |
| 1.      | «au revoir»                | Gackt  | Mana   | 4:53     |  |
| 2.      | «au revoir ~Bossa~»        | Gackt  | Mana   | 5:26     |  |
| 3.      | «au revoir (Instrumental)» |        | Mana   | 4:54     |  |
| 15:13   |                            |        |        |          |  |